# 宮崎辰
宮崎 辰（みやざき しん、1976年 - ）は、日本のメートル・ドテル、レストランサービスマン、Fantagista21代表、メートル・ド・セルヴィスの会幹事。

## 略歴
- 1976年、東京都国分寺市に生まれる。父親の仕事の関係で生まれて間もなく札幌に引っ越し、2歳になる頃に再び国分寺に戻り幼少期を過ごす。
- 東京都立小平南高校卒業後、辻調グループ校（エコールキュリネール国立（現在はエコール辻東京）に進学。
- 1997年、東京のフランス料理店に勤務。メートル・ドテルの仕事に触発される。
- 2010年、フランスのCoupe Georges Batiste主催のサービスコンクール「メートル・ド・セルヴィス杯」で3度目の出場で初優勝。
- 2012年、日本代表として世界コンクールに出場し、日本人初となる優勝を遂げる。
- Fantagista21を設立して代表を務める傍ら、ミシュラン東京、三ツ星、二つ星にてフリーランスのメートル・ドテルとして勤務。また、メートル・ド・セルヴィスの会幹事、辻調理師専門学校非常勤講師、フランス料理文化センターサービスの講師として若手のサービスマン教育を行っている[1]。

## 人物
父親の愛読書dancyuの影響で料理に魅せられ、小学校の家庭科の授業で習った手打ちうどんを両親に振る舞った際の喜びから、将来はシェフになると心に決めた。
西洋料理のシェフになりたかったが、調理師学校を卒業後、最初に働いたレストランでメートル・ドテルの日本チャンピオン・矢野智之と出会い感銘を受け、シェフの道から方向転換をしてメートル・ドテルの仕事を学ぶ。
大のサッカー好きであり、自身も仕事の合間にフットサルを楽しんでいる。イタリア料理に興味を持ったきかっけの一つが、プロサッカーリーグ最高峰、イタリアリーグのセリエAを観戦するためであるという。イタリア料理のシェフになりたいと思っていたが、近所のイタリア料理店の店主が「西洋料理の基礎を学ぶのならフランス料理からすべき」という言葉で、フランス料理を学ぶことを決めた。専門学校に入学するまでフランス料理はほぼ食べたことはなかった。
特技はマッサージ。幼少の頃祖父に「肩たたき券」をプレゼントをし上達するにつれてマッサージ師になろうとも思ったこともあり、人に喜んでもらうことで対価が発生する仕事があるのだと気づいた。

## 経歴
- 1996年、辻調グループ校、エコール辻東京を卒業。同校フランス校へ進学。南仏St-TropezのLa Bastide de St-Tropez（ミシュラン1ツ星）にて研修。南仏LorguesのChez Bruno（ミシュラン1ツ星）にて研修。
- 1997年、東京国分寺「シェ　ジョルジュ・マルソー」に入社。
- 2006年、第12回メートルドセルヴィス杯に初出場で準優勝（29歳）。
- 2008年、第13回メートルドセルヴィス杯にて3位（31歳）。
- 2010年、東京恵比寿「ガストロノミー　ジョエル　ロブション」に入社。
- 同年、第14回メートル･ド・セルヴィス杯 優勝（33歳）。観光庁長官賞受賞。
- 2012年、Coupe Georges Baptiste主催、サービス世界コンクール世界大会で優勝。
- 2017年、「シャトーレストラン　ジョエル　ロブション」退社。
- 同年、メートル・ド・セルヴィスの会 幹事に就任。辻調理師専門学校グループ 非常勤講師に就任。Fantagista21設立。
- 2018年、フランス料理文化センター サービス講師に就任。

以後、フリーランスのメートル・ドテルとしてミシュラン星付きレストランに勤務。また、サービス普及活動や企業研修、講演、セミナーを開催している。

## 賞歴
- 2010年、第14回メートル･ド・セルヴィス杯 優勝
- 2010年、観光庁長官賞 受賞
- 2012年、Coupe Georges Baptiste主催 サービス世界コンクール世界大会 優勝[6][1]

## 出演
- プロフェッショナル　仕事の流儀第195回（2013年4月1日、NHK）
- あさイチ（NHK）
- ノンストップ!（フジテレビ）
- 1Hセンス（2020年6月21日、フジテレビ）[7]

## 著書
- 『世界一のメートル・ドテルが教える　利益を生むサービス思考』光文社、2019年1月18日。ISBN 978-4334043933。
- 『世界一のメートル・ドテルだけが知っている、好感を持たれる60のコツ』マガジンハウス、2013年4月2日。ISBN 978-4838725304。
- 『一流のおもてなし術 メートル ドテル 宮崎辰の流儀』東京堂出版、2015年12月11日。ISBN 978-4490209273。
- 『世界一のおもてなし』中経出版、2015年4月29日。ISBN 978-4046011800。